# دوبراتچه
دوبراتچه (به لهستانی:  Dobratycze) یک روستا در لهستان است که در گمینا کودنگ واقع شده‌است.